# Milo (Iowa)
Milo es una ciudad ubicada en el condado de Warren en el estado estadounidense de Iowa. En el Censo de 2010 tenía una población de 775 habitantes y una densidad poblacional de 480,3 personas por km².

## Geografía
Milo se encuentra ubicada en las coordenadas 41°17′19″N 93°26′22″O / 41.28861, -93.43944. Según la Oficina del Censo de los Estados Unidos, Milo tiene una superficie total de 1.61 km², de la cual 1.61 km² corresponden a tierra firme y (0%) 0 km² es agua.

## Demografía
Según el censo de 2010, había 775 personas residiendo en Milo. La densidad de población era de 480,3 hab./km². De los 775 habitantes, Milo estaba compuesto por el 97.55% blancos, el 0.26% eran afroamericanos, el 0.39% eran amerindios, el 0.13% eran asiáticos, el 0% eran isleños del Pacífico, el 0.65% eran de otras razas y el 1.03% pertenecían a dos o más razas. Del total de la población el 1.29% eran hispanos o latinos de cualquier raza.